# Història de Sofia

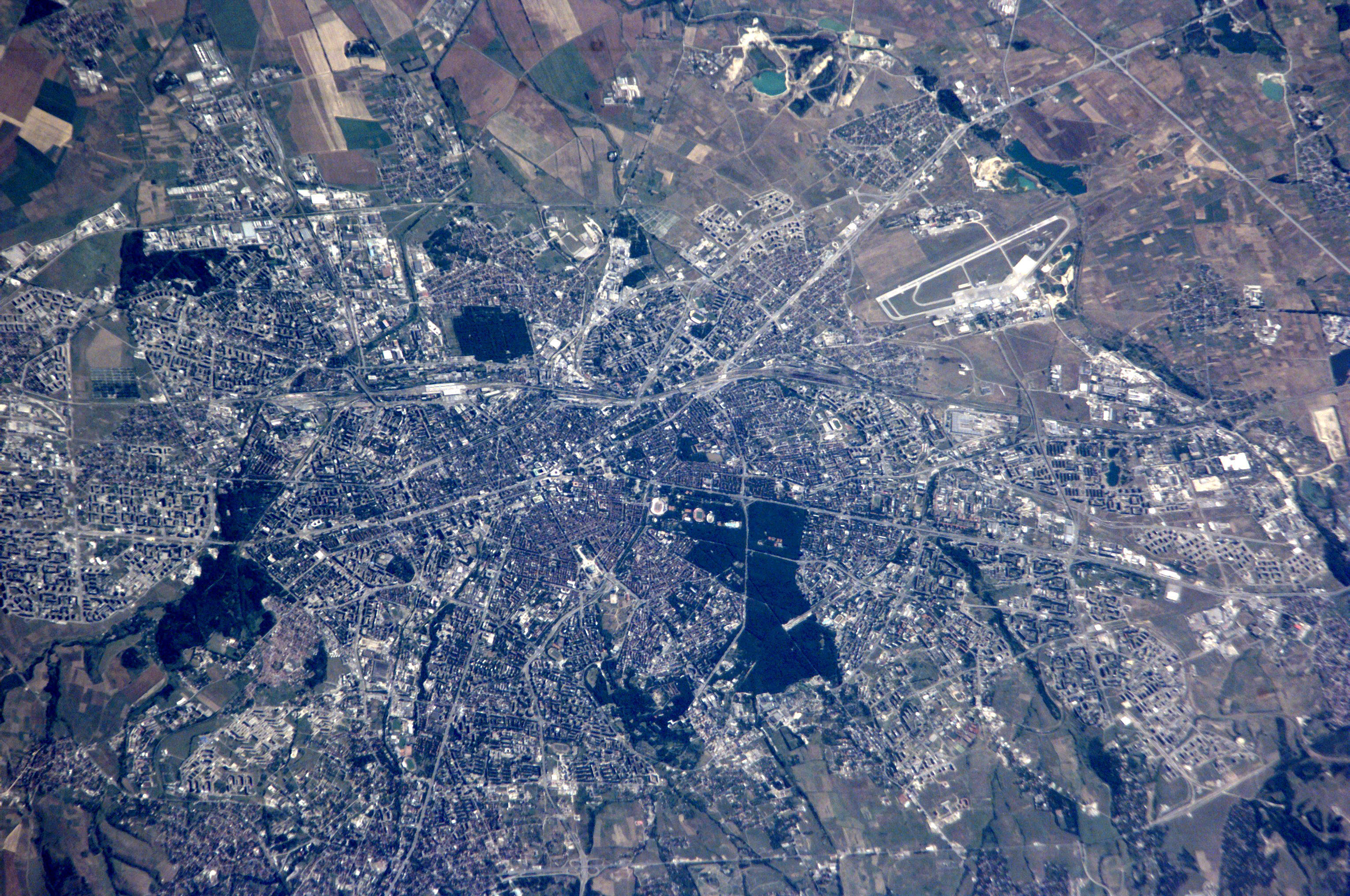
Imatge aèria de Sofia

La història de Sofia es remunta a uns segles aC i arriba fins al dia d'avui, i això la converteix en una de les ciutats més antigues d'Europa que encara subsisteix. El lloc on es troba la ciutat ha estat habitat des del segle xiii aC, cosa que en fa la segona ciutat en peus més antiga d'Europa. Ha tingut diversos noms al llarg de la història, i encara avui s'hi poden veure les restes de ciutats antigues. Sofia era originàriament un assentament traci anomenat Sàrdica, nom que prové de la tribu tràcia de Serdi. Va ser conquerida per Roma el 29 dC. Quan Dioclecià va dividir la província de Dàcia en Dacia Ripensis a la vora del riu Danubi i Dacia Mediterranea, Sàrdica n'esdevingué la capital de la segona. Va ser destruïda pels huns el 477 i reconstruïda per l'emperador romà d'Orient Justinià I, amb el nom de Triaditsa. Coneguda com a Sredets pels búlgars, va ser anomenada Sofia, que en grec significa 'saviesa', el 1376. Sofia va ser conquerida pels otomans el 1382 i es convertí en la capital de la província turca de Rumèlia. Va ser reconquerida pels russos el 1878, i esdevingué la capital de Bulgària el 1879.

## Antiguitat
Hi ha restes d'habitació a la zona del Neolític i Calcolític, i segueixen en l'edat del bronze. Històricament s'esmenta com a Serdnòpolis, i estava poblada per tracis de la tribu Serd. Els tracis foren dominats pels romans el 29 aC i prengué el nom de Sàrdica, amb el qual fou coneguda durant dos segles. Al segon quart del segle ii, sota l'Imperi Romà, rebé el nom d'Ulpia Serdica i gaudia de drets municipals. Quan en la reorganització administrativa de Dioclecià al final del segle iii es va dividir la província de Dàcia en Dacia Ripensis (a la vora del riu Danubi) i Dacia Mediterranea, Sàrdica es va convertir en la capital d'aquesta segona. Constantí el Gran hi va emetre alguns edictes. El 343 s'hi va celebrar el concili ecumènic de Sàrdica (sovint anomenat de manera anacrònica com concili de Sofia). Els huns la destruïren el 477 i la reconstruí l'emperador romà d'Orient Justinià I, amb el nom de Triaditsa o Triadica. Posteriorment hi van arribar els eslaus que es van barrejar amb la població tràcia romanitzada; els búlgars del kan Krum (803-814) la van ocupar el 809 i l'anomenaren Sredec o Sredets, mentre pels àrabs era Atralissa (ho esmenta al-Idrisi). Els búlgars s'hi van barrejar amb poblacions eslaves.
Sofia fou originàriament un assentament traci anomenat Serdica o Sardica, possiblement el nom de la tribu celta Serdi. Durant un curt període durant el segle iv aC, la ciutat va ser governada per Filip II de Macedònia i el seu fill Alexandre el Gran. Al voltant de l'any 29 aC, Sàrdica va ser conquerida pels romans. Esdevingué municipi o centre de la zona administrativa durant el regnat de l'emperador Trajà (98-117) i va passar a anomenar-se Ulpia Serdica. Sembla que el primer esment escrit de Sàrdica el feu Claudi Ptolemeu (al voltant de 100 dC).

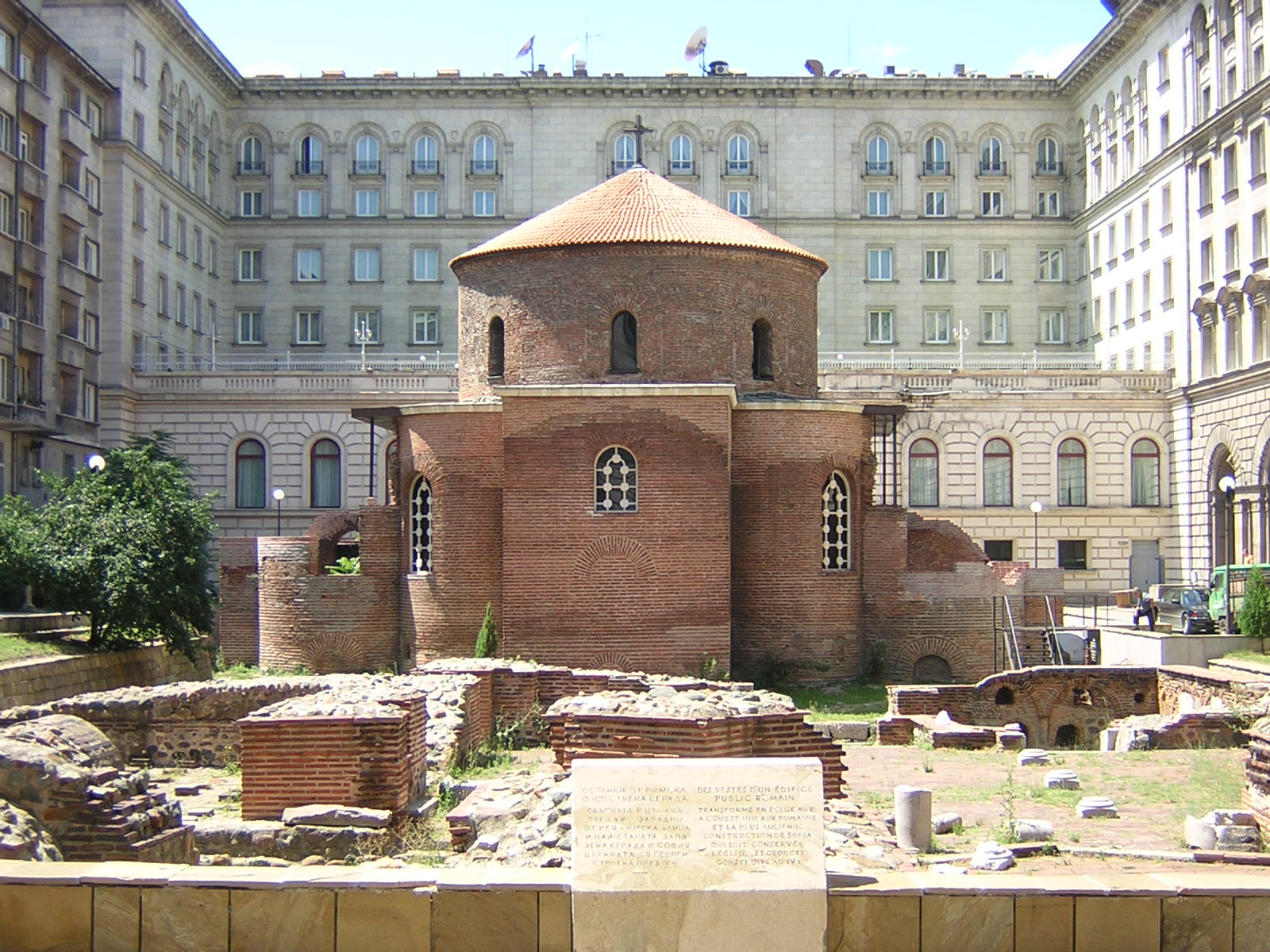
L'església de Sant Jordi es troba entre els temples cristians més antics de la península Balcànica, data del s. IV

Sàrdica es va expandir amb torres, murs, banys públics, edificis administratius i de culte, una basílica, un amfiteatre, l'Ajuntament (Boulé), un gran fòrum, un gran circ (teatre)...
Al segle ii era el centre administratiu romà de Mèsia. Al segle iii fou la capital de Dàcia Aureliana, i quan l'emperador Dioclecià dividí la província de Dàcia en Dacia Ripensis i Mediterranea, Sàrdica es va convertir en la capital d'aquesta última. La ciutat s'expandí posteriorment durant un segle i mig; esdevingué un important centre polític i econòmic, una de les primeres ciutats romanes on el cristianisme fou reconegut com a religió oficial (sota Galeri). El 343 dC, el concili de Sàrdica es va celebrar a la ciutat, en una església situada on fou construïda més tard l'església de Santa Sofia del segle vi.
La ciutat fou destruïda durant la invasió dels huns el 447. Va ser reconstruïda per l'emperador romà d'Orient Justinià I i per un temps anomenada Triaditsa o Sredets per les tribus eslaves. Durant el regnat de Justinià la ciutat va florir, envoltada de grans murs de fortalesa les restes de la qual encara es poden veure avui.

## Edat mitjana i domini otomà
Sofia formà part del Primer Imperi Búlgar durant el regnat del kan Krum el 809, després d'un llarg setge. Més tard, es coneixia pel nom búlgar "Sredets" i es va convertir en una important fortalesa i centre administratiu. Després de la caiguda del nord-est de Bulgària a mans de Joan I Tsimiscés el 971, el patriarca búlgar Damià va triar Sofia per a la seva seu a l'any següent. Després de diversos setges fallits, la ciutat va caure en mans de l'Imperi Romà d'Orient el 1018, però una vegada més, fou incorporada al restaurat Imperi Búlgar pel tsar Ivan I.

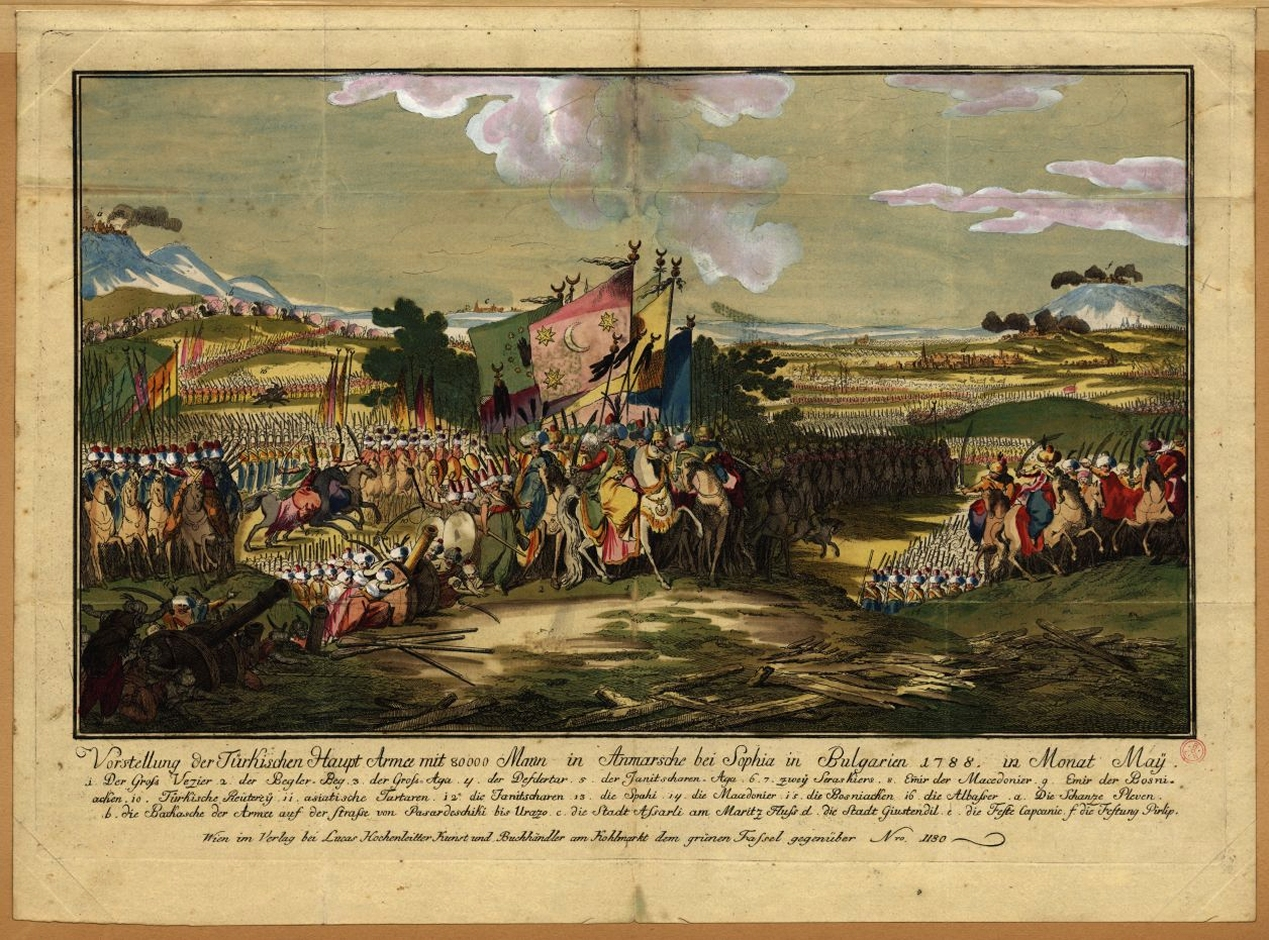
L'exèrcit otomà avança sobre Sofia el 1788

A la segona meitat del segle xiv fou anomenada Sofia, que en grec significa 'saviesa' (1376). Sofia va ser conquerida pels otomans el 1382 després d'un setge i a la meitat del segle xv fou escollida com a capital del beglerbeylik turc de Rumèlia, que abraçava les possessions otomanes a Europa; el governador n'era un beglerbegi amb rang de paixà (al segle xvi amb rang de visir) i estava assistit per un diwan amb funcions judicials i administratives. Fou al mateix temps centre d'un kada o districte que tenia al front un kadi de la xària que era un mollah. A Sofia hi havia una guarnició otomana i amb el temps hi van anar arribant comerciants, religiosos, artesans i funcionaris turcs, però la majoria de la població era búlgara al primer segle. L'anomenada "Campanya Llarga" de Joan Hunyadi i Ladislau I d'Hongria el 1443 afectà greument a Sofia; els otomans en la seva retirada van practicar la tàctica de terra cremada; quan la guerra acabà i les poblacions hi van retornar, les elits cristianes havien estat delmades i la població búlgara baixà en nombre de manera considerable. Al segle xvi els musulmans ja hi eren majoria i en controlaven, a més, l'economia; s'havia produït una notable emigració des de l'est i molts búlgars s'havien fet musulmans; la rodalia de la ciutat, però, romania de majoria búlgara. Posteriorment la situació s'estabilitzà i els musulmans van restar majoria en el conjunt mercès a la població de la ciutat, tot i només ser-ne un 12% a la zona rural. La població el 1523-1524 s'estimava en 6.000 (amb gran majoria de musulmans); el 1544-1545 eren ja uns 8.000 habitants en total; al final del segle la població havia augmentat a unes 9.000 persones. A tota la zona hi havia uns 30.000 musulmans, 25.000 cristians, 15.000 jueus i 1.500 armenis. Cada grup ètnic vivia al seu barri o mahalle. Al final del segle xvi hi havia 25 mahalles musulmanes i 14 no musulmanes. Les muralles en van desaparèixer. Les esglésies havien estat convertides en mesquites.
Des del segle xii fins al XIV, Sofia va ser un pròsper centre de comerç i d'artesania. És possible que se li hagi anomenat per la població comuna Sofia (del grec antic: 'saviesa') el 1376 per l'església de Santa Sofia. No obstant això, en diferents testimoniatges s'assegura que va ser coneguda tant com "Sofia" com per "Sredets" fins al final del segle xix. El 1382 Sofia va ser capturada per l'Imperi Otomà en el curs de les guerres bulgarootomanes després d'un llarg setge. Al voltant de 1393 es convertí en la seu del recentment creat sandjak de Sofia.
Després de la croada fallida de Ladislau III de Polònia el 1443 cap a Sofia, l'elit cristiana de la ciutat fou aniquilada i Sofia es va convertir en la capital de la província otomana (beylerbeylik) de Rumèlia durant més de quatre segles, la qual cosa va encoratjar al fet que molts turcs s'hi establissin. Al segle xvi, el traçat urbà de Sofia i la seva aparença començà a mostrar un clar estil otomà, amb moltes mesquites, fonts i hammam (banys públics). Durant aquest temps la ciutat tenia una població de prop de 7.000 habitants.
Sofia fou segrestada durant unes setmanes per haiducs búlgars el 1599. El 1610 els Estats Pontificis establiren la seu de Sofia per als catòlics de Rumèlia, que va existir fins al 1715, quan la majoria dels catòlics n'havien emigrat. Al segle xvi hi havia 126 famílies jueves, i una sinagoga des de l'any 967. La ciutat era el centre de l'eyalat de Sofia (1826-1864).
Al segle xvii va visitar la ciutat Evliya Çelebi. S'hi esmenta la presència de grups de grecs i jueus, aquest darrers augmentats considerablement després de l'arribada al segle anterior de jueus sefardites expulsats de Castella i Aragó (la primera sinagoga de la ciutat, però, ja s'esmenta el 967). També hi havia armenis monofisites, que van augmentar per l'emigració de grups abans instal·lats a Polònia, Plòvdiv i Nakhitxevan principalment (però també d'altres llocs de l'Imperi Otomà); al segle xvii s'hi van afegir armenis procedents de la zona de frontera amb Pèrsia. Finalment se sap de l'existència d'una comunitat de ragusians (establerta al segle xiv) que començà a desaparèixer al segle xvii. Els gitanos hi són esmentats des del segle xvi.
Al segle xviii la població hauria arribat (segurament per a tota la zona) a 70.000 habitants; la capital més habitual de Rumèlia es trasllada a Bítola, on residia el beglerbegi i Sofia estava administrada per un mütesellim designat per ell mateix. Al final del segle xviii i començament del XIX va patir un conflicte intern i els atacs de les hordes de Kara Feiz. A l'inici del segle xix la població s'estimava entre 45.000 i 50.000 habitants i els registres otomans per llars donen una xifra d'uns 35.000 habitants. El canvi de capital a Bítola s'oficialitza el 1836. Sofia va entrar en decadència durant la Guerra de Crimea (1853-1856) i el 1864, en la reorganització administrativa, passa a ser un sandjak del vilayat del Danubi. Durant quasi tot el segle xix Sofia va estar en decadència, especialment després del terratrèmol que la danyà greument el 1818 i altre cop (encara de manera més important) el 1858. En aquesta catàstrofe quasi totes les cases, esglésies, mesquites i caravanserralls van caure; cap minaret va quedar dempeus, però foren reconstruïts, així com part de la ciutat.

## Edat contemporània

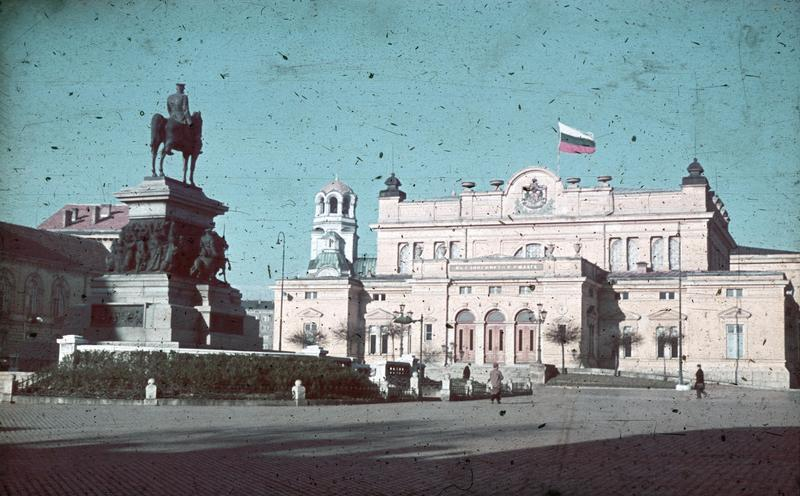
Plaça del Parlament de Sofia el 1943

La ciutat, aquesta vegada, va ser presa per les forces russes el 4 de gener de 1878, durant la Guerra russoturca de 1877-78 i esdevingué la capital del principat autònom de Bulgària el 1879, que es convertí en el Regne de Bulgària el 1908. Fou proposada com a capital per Marin Drinov i va ser acceptada com a tal el 3 d'abril de 1879. Després de la Guerra d'Alliberament, el nou nom "Sofia" en reemplaçà l'antic ("Sredets"). Al moment del seu alliberament, la població de la ciutat era d'11.649 habitants. Durant unes poques dècades després de l'alliberament, la ciutat va experimentar un creixement enorme de població, principalment procedent d'altres zones de l'estat.

Fou conquerida pels russos el 23 de desembre de 1877-4 de gener de 1878 (calendaris julià i gregorià) i es convertí en la capital del Principat de Bulgària el 22 de març-3 d'abril de 1879. Els musulmans turcs van emigrar en massa. En el primer cens del principat el 1881 Sofia tenia 20.5012 habitants dels quals 535 eren turcs, 13.195 búlgars, 4.146 jueus, 1.061 armenis i 778 gitanos. Després no parà de créixer. El 1900 el consell municipal aprovà el lema de la ciutat "Creix però no envelleix".
El 16 d'abril de 1925, uns membres del Partit Comunista Búlgar van fer un atemptat a la catedral de Sveta-Nedelya, durant els funerals del general Konstantin Georgiev, que havia estat assassinat dos dies abans pels comunistes; en va caure la cúpula principal i va matar 128 assistents a l'acte.
En la II Guerra mundial fou bombardejada pels aliats al final de 1943 i començament de 1944. L'Exèrcit Roig entrà a Sofia l'estiu del 1944 i va enderrocar el govern aliat a l'Alemanya nazi. Després de la guerra s'establí un règim socialista a Bulgària que va mantenir la capital a Sofia, la qual va esdevenir el centre econòmic, científic i cultural del país. Les transformacions foren enormes i la població va créixer en gran manera sobretot per l'emigració des de les zones rurals; es van construir nous barris residencials com Druzhba, Mladost i Lyulin. El règim socialista donà pas a un sistema multipartidista el 1991 i els governs que n'han sortit han reorientat l'urbanisme de la ciutat. Com a conseqüència de la invasió de l'Exèrcit Roig soviètic, el govern de Bulgària, que es va aliar amb Alemanya, va ser enderrocat.
La transformació de Bulgària en una República Popular el 1946 i la República de Bulgària marcà una sèrie de canvis significatius en l'aspecte de la ciutat. La població de Sofia es va expandir ràpidament a causa de la migració del camp a la ciutat. Es van construir noves zones residencials als afores de la ciutat, com Druzhba, Mladost i Lyulin.
El 1992 es declarà el 17 de setembre el Dia de Sofia, per ser aquesta la data cristiana de celebració dels màrtirs Sofia, Fe, Esperança i Amor.